# Somerset
Somerset je nemetropolitní, ceremoniální a tradiční hrabství, rozkládající se na jihozápadě Anglie. Sousedí s tradičními hrabstvími Devon, Dorset, Wiltshire a Gloucestershire, na severu jej ohraničuje Bristolský záliv. Žije v něm přibližně 976 tisíc obyvatel a hlavním městem hrabství je Taunton. Dalšími městy jsou např. Bridgwater, Yeovil, Wells, Frome, Glastonbury, Wincanton, Chard, Watchet nebo Minehead.

## Administrativní členění
Ceremoniální hrabství (rozloha 4 170 km²) zahrnuje vedle nemetropolitního hrabství Somerset (rozloha 3 451 km²) také dvě unitary authority, dělí se tedy na šest distriktů:
1. Jižní Somerset
2. Západní Somerset a Taunton (do roku 2019 dva samostatné distrikty)
3. Sedgemoor
4. Mendip
5. Bath a Severozápadní Somerset (unitary authority)
6. Severní Somerset (unitary authority)